# The Dream of Eugene Aram (film 1916)
The Dream of Eugene Aram è un cortometraggio muto del 1916 diretto da Colin Campbell.

## Produzione
Il film fu prodotto dalla Selig Polyscope Company.

## Distribuzione
Distribuito dalla General Film Company, il film - un cortometraggio in tre bobine - uscì nelle sale cinematografiche statunitensi il 23 giugno 1916.